# Wedge River
Wedge River är ett vattendrag i Australien. Det ligger i delstaten Tasmanien, i den sydöstra delen av landet, omkring 97 kilometer väster om delstatshuvudstaden Hobart. Wedge River ligger vid sjön Lake Gordon.
Trakten runt Wedge River är nära nog obefolkad, med mindre än två invånare per kvadratkilometer. Genomsnittlig årsnederbörd är 1 573 millimeter. Den regnigaste månaden är september, med i genomsnitt 197 mm nederbörd, och den torraste är februari, med 62 mm nederbörd.